# Ugandisk shilling
Nya ugandisk shilling är den valuta som används i Uganda i Afrika. Valutakoden är UGX. 1 Shilling = 100 senti. Valutan infördes 1987 och ersatte den tidigare shilling som infördes 1966 som i sin tur ersatte Östafrikansk shilling. Vid det senaste bytet var omvandlingen 1 UGX = 100 shillings.

## Användning
Valutan ges ut av Bank of Uganda (BoU) som grundades 15 augusti 1966, ombildades 1993 och har huvudkontoret i Kampala.

## Valörer[1]
- mynt: 1, 2, 5, 10, 50, 100, 200, 500 och 1 000 shillings
- underenhet: används ej, tidigare senti.
- sedlar: 1 000, 2 000, 5 000, 10 000, 20 000 och 50 000 UGX